# Фридрих III фон Ленгенфелд
Фридрих III фон Ленгенфелд (на немски: Friedrich III. von Hopfenohe-Pettendorf-Lengenfeld; * ок. 1070; † 3 април 1119) е господар (граф) на Петендорф-Ленгенфелд-Хопфенлое в Бавария.
Той е син на Руотгер/Рудгар фон Фелдхайм и съпругата му Айлика фон Ленгенфелд († 3 април 1119, погребана в манастир Енсдорф), дъщеря на Фридрих I фон Ленгенфелд († ок. 1060) и Сигена фон Лайнунген († 1110), наследничка на Морунген и Гатерслебен, дъщеря на граф Госвин Стари фон Лайнунген. Брат е на Рудгар фон Велтайм († 1125/1126), архиепископ на Магдебург (1119 – 1125).
Фридрих III фон Ленгенфелд умира през 1119 г. без мъжки наследници и е погребан в манастир Енсдорф в Бавария.

## Фамилия
Фридрих III фон Ленгенфелд се жени за Хайлика от Швабия от фамилията Хоенщауфен († сл. 1110, погребана в манастир Енсдорф), сестра на крал Конрад III († 1152), немски крал (1138 – 1152), дъщеря на херцог Фридрих I фон Швабия (1050 – 1105) и Агнес фон Вайблинген († 1143), сестра на император Хайнрих V (1086 – 1125).
- Хейлика от Ленгенфелд (* 1103; † 14 септември 1170, погребана в манастир Енсдорф), омъжена пр. 13 юли 1116 г. за Ото V от Шайерн-Вителсбах († 1156), пфалцграф на Бавария
- Хайлвиг/Хайлвига фон Ленгенфелд († пр. 1166, погребана в манастир Енсдорф), наследница на Господство Валдек, омъжена за граф Гебхард I фон Лойхтенберг († 1146).